# Otto Schmitz (Politiker, 1883)
Otto Schmitz (* 5. März 1883 in Steele; † 18. Juli 1942 in Gadderbaum) war ein deutscher Verwaltungsjurist und Politiker.

## Leben
Nach dem Studium der Rechtswissenschaften mit Promotion ging Otto Schmitz in die Kommunalverwaltung und wurde 1912 Syndikus des Kreises Recklinghausen. Seine Wahl zum Ersten Bürgermeister der Stadt Bocholt war am 16. November 1920. Zur 700-Jahr-Feier der Stadt am 10. Juni 1922 erhielt er das Recht, die Amtsbezeichnung Oberbürgermeister zu führen. Mit Amtsantritt hatte er sich für die Eigenständigkeit (Kreisfreiheit) Bocholts eingesetzt. Am 1. November 1923 wurde die Stadt Bocholt Stadtkreis und behielt diesen Status bis zum 31. Dezember 1974.
Zum 31. Oktober 1933 wurde Otto Schmitz aufgrund des Gesetzes zur Wiederherstellung des Berufsbeamtentums in den Ruhestand versetzt. Er zog in seine Heimatstadt Essen und ließ sich als Rechtsanwalt nieder.